# Луј Адамич
Луј Адамич (словен. Alojz Adamič, енгл. Louis Adamic; IPA: ; Прапроче при Гросупљем, 21. март 1898 — Милфорд, 4. септембар 1951) био је амерички књижевник словеначког порекла.

## Биографија
Рођен је 21. марта 1898. године у Прапрочу при Гросупљу. Гимназију је похађао у Љубљани до 1913. године, када је искључен због учествовања у тајном противаустријском покрету. После тога је отишао у САД. Био је дописник „Гласа народа“ од 1915. до 1917. године. После тога је као добровољац Америчке војске учествовао у Првом светском рату у Француској. Од 1920. до 1930. године, углавном је живео у Калифорнији, а 1930. се преселио у Милфорд, Њу Џерзи.
Године 1932. вратио се у Југославију, где се повезао са словеначким интелектуалцима, попут Отона Жупанчича, Јосипа Видмара, Едварда Кардеља, Бориса Кидрича и осталима. Тада прихвата комунистичке идеје, па је зато у Америци и увршћен у Списак комуниста. Протестовао је против режима Шестојануарске диктатуре. Наредне године се вратио у САД и написао дело „The Natives Return“ (1934).
Током Другог светског рата подупирао је НОПЈ и објављивао два сопствена билтена, „War and Postwar“ и „Trends & Tides“. Адамич је био на водећим положајима у организацијама „Writers' War Board“, „World Peace Ways“ и „American Committee for Free Yugoslavia“. Био је оснивач и први председник Удруженог одбора америчких Југословена. Након капитулације Италије 1943, упутио је председнику Френклину Рузвелту захтев за уступање Југославији Словеначког приморја, Истре, Ријеке и Задра. Године 1944, у више је наврата успоставио контакте са представницима НОП-а у Лондону и са Јосипом Брозом Титом у Барију.
Године 1949. дуже је време боравио у Југославији. После рата углавном се борио за демократска права у САД и залагао за ФНРЈ. Још пре рата, Адамич је у САД био уврштен у списак комуниста. Макартијева администрација осујетила је објављивање његовог дела „The Eagle and the Roots“ 1950. године. Дело му је објављено тек 1952, али изузетно осакаћено.
Након два покушаја атентата и претњи, 4. септембра 1951, Адамича су пронашли мртвог у његовом спаљеном дому у Милфорду. Резултат истраге власти никад нису објавиле. Будући да је тада у Југославији трајао сукоб између Тита и Стаљина, амерички медији су претпоставили да су га убили припадници НКВД-а, али то никад није доказано.
Након смрти, амерички Словенци откупили су његову књижевну оставштину, а у родној кући у Словенији отворен је спомен-музеј. По њему је названа Улица Луја Адамича.

## Литерарно стваралаштво
Главне теме његових дела биле су исељеништво, те социјални и политички проблеми у САД. У амерички књижевност ушао је новелом „Bobrunks“ (1928). Изузетну пажњу побудио је књигом „Динамит“ (1931) у којој је реалистички приказао социјално израбљивање америчког радника. Неке од књига у којима се бавио исељеништвом су „Grandsons“ (1935), „The Cradle of Life“ (1936) и остало. Године 1932, примио је Гугенхајмову стипендију за дело „Laughing in the Jungle“. Његова новела „Енигма“ ушла је у антологију најбоље кратке прозе после 1931. године. Нека његова дела су преведена на словеначки и остале језике.
Остала дела:
- „The Native's Return“, 1934.
- „The House in Antigua“, 1937.
- „My America“, 1938.
- „From Many Lands“, 1940.
- „Two-Way Passage“, 1941.
- „My Native Land“, 1943.